# أليشيوانيلا شاطئية
أليشيوانيلا شاطئية (بالإنجليزية: Alishewanella aestuarii)‏ هو أحد أنواع البكتيريا التابع لجنس الأليشيوانيلا ضمن شعبة المتقلبات.